# Natação nos Jogos Olímpicos de Verão da Juventude de 2014 - 200 m bruços Moças
As provas de natação' dos' 200 m bruços de moças nos Jogos Olímpicos de Verão da Juventude de 2014 decorreram a 22 de Agosto de 2014 no natatório do Centro Olímpico de Desportos de Nanquim em Nanquim, China. Na final, o Ouro foi ganho pela ucraniana Anastasiya Malyavina, Yang Jiwon da Coreia do Sul foi Prata e a húngara Anna Sztankovics foi Bronze.

## Medalhistas
| Ouro   | UKR Anastasiya Malyavina |
| Prata  | KOR Jiwon Yang           |
| Bronze | HUN Yang Jiwon           |

## Resultados da final
| Pos.              | Linha | Nadador                  | Tempo total | Diferença |
| ----------------- | ----- | ------------------------ | ----------- | --------- |
| Medalha de ouro   | 4     | UKR Anastasiya Malyavina | 2:26.43     |           |
| Medalha de prata  | 5     | KOR Yang Jiwon           | 2:27.31     | +0.88     |
| Medalha de bronze | 3     | HUN Anna Sztankovics     | 2:27.66     | +1.23     |
| 4                 | 6     | GER Julia Willers        | 2:29.68     | +3.25     |
| 5                 | 7     | HUN Dalma Sebestyen      | 2:29.80     | +3.37     |
| 6                 | 8     | CAN Kesley Wog           | 2:29.89     | +3.46     |
| 7                 | 1     | RSA Justine Macfarlane   | 2:32.51     | +6.08     |
| 8                 | 2     | GBR Georgina Evans       | 2:32.92     | +6.49     |